# Dendropsophus nanus
Dendropsophus nanus – gatunek niewielkiego płaza bezogonowego z rodziny rzekotkowatych (Hylidae).

## Taksonomia
Gatunek ten był dawniej zaliczany do rodzaju Hyla. Julián Faivovich i jego współpracownicy w 2005 r. przenieśli go do przywróconego rodzaju Dendropsophus. Przypuszczalnie takson ten stanowi kompleks obejmujący więcej niż jeden gatunek. 

## Morfologia
Gatunek ten osiąga długość do 23 mm. Głowa niewielka z wystającym pyskiem. Skóra na grzbiecie i szyi gładka, na brzusznej stronie ciała grudkowata. Palce łączy słabo rozwinięta błona pławna. Przednie kończyny są krótkie. Tęczówka przybiera barwy od beżowej do brązowo-czerwonej. Grzbiet jasnobrązowy z czarnymi plamkami. Boki jaśniejsze, brzuch biały.

## Występowanie
Występuje w pasie od północno-wschodniej Brazylii po Urugwaj, północną Argentynę i Paragwaj; był też wykazywany z Gujany Francuskiej i Surinamu, jednak stwierdzenia te mogą dotyczyć Dendropsophus walfordi. Żyje głównie na przybrzeżnych, słodkowodnych obszarach podmokłych.

## Rozmnażanie
Skrzek w postaci galaretowatych kłębków jest składany przez samice na roślinach kilka centymetrów powyżej lustra wody. Kijanki są spłaszczone grzbietobrzusznie, zabarwione na pomarańczowo.

## Status
Gatunek ten występuje bardzo pospolicie, a liczba osobników nie zmienia się znacząco w długich odstępach czasu. Nie stwierdzono wysokiego ryzyka wymarcia tych płazów w najbliższej przyszłości.